# Grand Prix de France 2022
Grand Prix de France 2022 – trzecie w kolejności zawody łyżwiarstwa figurowego z cyklu Grand Prix 2022/2023. Zawody rozgrywano się od 4 do 6 listopada 2022 roku w gali Angers Ice Parc w Angers.
Zawody w konkurencji solistów zwyciężył Francuz Adam Siao Him Fa, zaś w konkurencji solistek triumfowała Belgijka Loena Hendrickx. W parach sportowych triumfowali reprezentanci Kanady Deanna Stellato-Dudek i Maxime Deschamps, zaś w parach tanecznych reprezentanci Włoch Charlène Guignard i Marco Fabbri. Dla wszystkich zwycięzców był to pierwszy złoty medal zawodów z cyklu Grand Prix.

## Terminarz
| Data        | Godzina   | Konkurencja   | Segment          |
| ----------- | --------- | ------------- | ---------------- |
| 4 listopada | 13:00 CET | Solistki      | Program krótki   |
| 4 listopada | 15:00 CET | Pary taneczne | Taniec rytmiczny |
| 4 listopada | 16:45 CET | Pary sportowe | Program krótki   |
| 4 listopada | 18:45 CET | Soliści       | Program krótki   |
| 5 listopada | 13:00 CET | Solistki      | Program dowolny  |
| 5 listopada | 15:10 CET | Pary taneczne | Taniec dowolny   |
| 5 listopada | 17:00 CET | Pary sportowe | Program dowolny  |
| 5 listopada | 19:10 CET | Soliści       | Program dowolny  |

## Rekordy świata
| Rekordy świata (GOE±5) na moment rozpoczęcia zawodów (stan na 4 listopada 2022): | Rekordy świata (GOE±5) na moment rozpoczęcia zawodów (stan na 4 listopada 2022): | Rekordy świata (GOE±5) na moment rozpoczęcia zawodów (stan na 4 listopada 2022): | Rekordy świata (GOE±5) na moment rozpoczęcia zawodów (stan na 4 listopada 2022): | Rekordy świata (GOE±5) na moment rozpoczęcia zawodów (stan na 4 listopada 2022): | Rekordy świata (GOE±5) na moment rozpoczęcia zawodów (stan na 4 listopada 2022): |
| Konkurencja                                                                      | Segment                                                                          | Zawodnicy                                                                        | Punkty                                                                           | Zawody                                                                           | Data                                                                             |
| -------------------------------------------------------------------------------- | -------------------------------------------------------------------------------- | -------------------------------------------------------------------------------- | -------------------------------------------------------------------------------- | -------------------------------------------------------------------------------- | -------------------------------------------------------------------------------- |
| Soliści                                                                          | Nota łączna                                                                      | Nathan Chen                                                                      | 335,30                                                                           | Finał Grand Prix 2019                                                            | 7 grudnia 2019                                                                   |
| Soliści                                                                          | Program dowolny                                                                  | Nathan Chen                                                                      | 224,92                                                                           | Finał Grand Prix 2019                                                            | 7 grudnia 2019                                                                   |
| Soliści                                                                          | Program krótki                                                                   | Nathan Chen                                                                      | 113,97                                                                           | Zimowe igrzyska olimpijskie 2022                                                 | 10 lutego 2020                                                                   |
| Solistki                                                                         | Nota łączna                                                                      | Kamiła Walijewa                                                                  | 272,71                                                                           | Rostelecom Cup 2021                                                              | 27 listopada 2021                                                                |
| Solistki                                                                         | Program dowolny                                                                  | Kamiła Walijewa                                                                  | 185,29                                                                           | Rostelecom Cup 2021                                                              | 27 listopada 2021                                                                |
| Solistki                                                                         | Program krótki                                                                   | Kamiła Walijewa                                                                  | 90,45                                                                            | Mistrzostwa Europy 2022                                                          | 13 stycznia 2022                                                                 |
| Pary sportowe                                                                    | Nota łączna                                                                      | Sui Wenjing / Han Cong                                                           | 239,88                                                                           | Zimowe igrzyska olimpijskie 2022                                                 | 19 lutego 2022                                                                   |
| Pary sportowe                                                                    | Program dowolny                                                                  | Anastasija Miszyna / Aleksandr Gallamow                                          | 157,46                                                                           | Mistrzostwa Europy 2022                                                          | 13 stycznia 2022                                                                 |
| Pary sportowe                                                                    | Program krótki                                                                   | Sui Wenjing / Han Cong                                                           | 84,41                                                                            | Zimowe igrzyska olimpijskie 2022                                                 | 18 lutego 2022                                                                   |
| Pary taneczne                                                                    | Nota łączna                                                                      | Gabriella Papadakis / Guillaume Cizeron                                          | 229,82                                                                           | Mistrzostwa świata 2022                                                          | 26 marca 2022                                                                    |
| Pary taneczne                                                                    | Taniec dowolny                                                                   | Gabriella Papadakis / Guillaume Cizeron                                          | 137,09                                                                           | Mistrzostwa świata 2022                                                          | 26 marca 2022                                                                    |
| Pary taneczne                                                                    | Taniec rytmiczny                                                                 | Gabriella Papadakis / Guillaume Cizeron                                          | 92,73                                                                            | Mistrzostwa świata 2022                                                          | 25 marca 2022                                                                    |

## Wyniki

### Soliści
| Poz. | Zawodnik         | Nota łączna | SP | SP    | FS  | FS     |
| ---- | ---------------- | ----------- | -- | ----- | --- | ------ |
| 1    | Adam Siao Him Fa | 268,98      | 3  | 88,00 | 1   | 180,98 |
| 2    | Sōta Yamamoto    | 257,90      | 1  | 92,42 | 3   | 165,48 |
| 3    | Kazuki Tomono    | 248,77      | 2  | 89,46 | 4   | 159,31 |
| 4    | Lee Si-hyeong    | 242,62      | 7  | 76,54 | 2   | 166,08 |
| 5    | Nika Egadze      | 233,40      | 4  | 82,44 | 6   | 150,96 |
| 6    | Luc Economides   | 229,64      | 6  | 77,23 | 5   | 152,41 |
| 7    | Lukas Britschgi  | 222,86      | 9  | 74,25 | 7   | 148,61 |
| 8    | Iwan Szmuratko   | 220,08      | 8  | 75,95 | 8   | 144,13 |
| 9    | Michaił Selevko  | 212,92      | 5  | 79,40 | 11  | 133,52 |
| 10   | Wesley Chiu      | 209,95      | 11 | 67,95 | 10  | 142,00 |
| 11   | Landry le May    | 203,39      | 12 | 60,87 | 9   | 142,52 |
| WD   | Sena Miyakea     | DNF         | 10 | 69,27 | DNS | DNS    |

### Solistki
| Poz. | Zawodniczka         | Nota łączna | SP | SP    | FS | FS     |
| ---- | ------------------- | ----------- | -- | ----- | -- | ------ |
| 1    | Loena Hendrickx     | 216,34      | 1  | 72,75 | 1  | 143,59 |
| 2    | Kim Ye-lim          | 194,76      | 2  | 68,93 | 4  | 125,83 |
| 3    | Rion Sumiyoshi      | 194,34      | 5  | 64,10 | 3  | 130,24 |
| 4    | Lee Hae-in          | 193,49      | 6  | 62,77 | 2  | 130,72 |
| 5    | Audrey Shin         | 183,93      | 4  | 64,27 | 5  | 119,66 |
| 6    | Mana Kawabe         | 182,50      | 3  | 68,83 | 8  | 113,67 |
| 7    | Rino Matsuike       | 176,52      | 9  | 57,68 | 6  | 118,84 |
| 8    | Maé-Bérénice Méité  | 175,68      | 8  | 58,84 | 7  | 116,84 |
| 9    | Léa Serna           | 167,89      | 7  | 62,63 | 9  | 105,26 |
| 10   | Olha Mikutina       | 159,99      | 10 | 56,00 | 10 | 103,99 |
| 11   | Lindsay van Zundert | 154,09      | 11 | 55,11 | 11 | 98,98  |
| 12   | Maïa Mazzara        | 140,85      | 12 | 46,05 | 12 | 94,80  |

### Pary sportowe
| Poz. | Zawodnicy                                | Nota łączna | SP | SP    | FS | FS     |
| ---- | ---------------------------------------- | ----------- | -- | ----- | -- | ------ |
| 1    | Deanna Stellato-Dudek / Maxime Deschamps | 185,84      | 1  | 64,33 | 1  | 121,51 |
| 2    | Camille Kowalew / Pawieł Kowalew         | 179,85      | 2  | 63,98 | 3  | 115,87 |
| 3    | Annika Hocke / Robert Kunkel             | 179,73      | 5  | 60,11 | 2  | 119,62 |
| 4    | Rebecca Ghilardi / Filippo Ambrosini     | 174,72      | 4  | 60,93 | 4  | 113,79 |
| 5    | Karina Safina / Łuka Bieruława           | 162,44      | 3  | 61,55 | 6  | 100,89 |
| 6    | Maria Mokhova / Ivan Mokhov              | 162,16      | 6  | 54,77 | 5  | 107,39 |
| 7    | Océane Piegad / Denys Strekalin          | 144,71      | 7  | 50,13 | 7  | 94,58  |

### Pary taneczne
| Poz. | Zawodnicy                                    | Nota łączna | RD | RD    | FD | FD     |
| ---- | -------------------------------------------- | ----------- | -- | ----- | -- | ------ |
| 1    | Charlène Guignard / Marco Fabbri             | 207,95      | 1  | 83,52 | 1  | 124,43 |
| 2    | Laurence Fournier Beaudry / Nikolaj Sørensen | 201,93      | 2  | 82,38 | 2  | 119,55 |
| 3    | Jewgienija Łopariowa / Geoffrey Brissaud     | 187,15      | 3  | 70,76 | 3  | 113,98 |
| 4    | Loicia Demougeot / Théo Le Mercier           | 179,76      | 4  | 70,76 | 4  | 109,00 |
| 5    | Eva Pate / Logan Bye                         | 174,03      | 5  | 69,46 | 6  | 104,57 |
| 6    | Marija Kazakowa / Gieorgij Riewija           | 173,05      | 6  | 68,84 | 7  | 104,21 |
| 7    | Juulia Turkkila / Matthias Versluis          | 172,48      | 8  | 63,85 | 5  | 108,63 |
| 8    | Katarina Wolfkostin / Jeffrey Chen           | 164,89      | 7  | 64,18 | 8  | 100,71 |
| 9    | Marie Dupayage / Thomas Nabais               | 161.09      | 9  | 63,64 | 9  | 97,45  |
| 10   | Molly Lanaghan / Dmitre Razgulajevs          | 153,72      | 10 | 60,78 | 10 | 92,94  |